# Labidochromis maculicauda
Labidochromis maculicauda är en fiskart som beskrevs av Lewis 1982. Labidochromis maculicauda ingår i släktet Labidochromis och familjen Cichlidae. IUCN kategoriserar arten globalt som livskraftig. Inga underarter finns listade i Catalogue of Life.